# Віктор Амая
Віктор Амая (англ. Victor Amaya; нар. 2 липня 1954) — колишній американський тенісист.
Найвищу одиночну позицію світового рейтингу — 15 місце досяг 4 серпня, 1980, парну — 16 місце — 3 січня, 1983 року.
Здобув 3 одиночні та 6 парних титулів.
Найвищим досягненням на турнірах Великого шолома була перемога в парному розряді.
Завершив кар'єру 1984 року.

## Фінали за кар'єру

### Одиночний розряд (3–5)
| Результат | W-L | Дата | Турнір                    | Покриття | Суперник        | Рахунок       |
| --------- | --- | ---- | ------------------------- | -------- | --------------- | ------------- |
| Перемога  | 1–0 | 1977 | Brisbane International    | Трава    | Браян Тічер     | 6–1, 6–4      |
| Поразка   | 1–1 | 1978 | Новий Орлеан, США         | Килим    | Роско Теннер    | 3–6, 5–7      |
| Поразка   | 1–2 | 1979 | Денвер, США               | Килим    | Войцех Фібак    | 4–6, 1–6      |
| Перемога  | 2–2 | 1979 | Сербітон, Велика Британія | Трава    | Марк Едмондсон  | 6–4, 7–5      |
| Поразка   | 2–3 | 1980 | Денвер, США               | Килим    | Джін Меєр       | 2–6, 2–6      |
| Перемога  | 3–3 | 1980 | Вашингтон, США            | Килим    | Іван Лендл      | 6–7, 6–4, 7–5 |
| Поразка   | 3–4 | 1980 | Йоганесбурґ, ПАР          | Тверде   | Гайнц Ґюнтгардт | 4–6, 4–6      |
| Поразка   | 3–5 | 1980 | Клівленд, США             | Тверде   | Джін Меєр       | 2–6, 1–6      |

### Парний розряд (6–7)
| Результат | W-L | Дата | Турнір                               | Покриття | Партнер       | Суперники                    | Рахунок                 |
| --------- | --- | ---- | ------------------------------------ | -------- | ------------- | ---------------------------- | ----------------------- |
| Поразка   | 0–1 | 1978 | Луїсвілл, США                        | Ґрунт    | Джон Джеймс   | Войцех Фібак Віктор Печчі    | 4–6, 7–6, 4–6           |
| Поразка   | 0–2 | 1979 | Лафаєтт, США                         | Ґрунт    | Ерік Фредлер  | Марті Ріссен Шервуд Стюарт   | 4–6, 4–6                |
| Перемога  | 1–2 | 1980 | Відкритий чемпіонат Франції з тенісу | Ґрунт    | Генк Пфістер  | Браян Готтфрід Рауль Рамірес | 1–6, 6–4, 6–4, 6–3      |
| Поразка   | 1–3 | 1980 | Мауї, США                            | Тверде   | Генк Пфістер  | Пітер Флемінг Джон Макінрой  | 6–7, 7–6, 2–6           |
| Перемога  | 2–3 | 1980 | Токіо Indoor, Японія                 | Килим    | Генк Пфістер  | Марті Ріссен Шервуд Стюарт   | 6–3, 3–6, 7–6           |
| Поразка   | 2–4 | 1981 | Masters Doubles WCT, Лондон          | Килим    | Генк Пфістер  | Пітер Макнамара Пол Макнамі  | 3–6, 6–2, 6–3, 3–6, 2–6 |
| Перемога  | 3–4 | 1981 | Токіо Indoor, Японія                 | Килим    | Генк Пфістер  | Гайнц Ґюнтгардт Балаж Тароці | 6–4, 6–2                |
| Перемога  | 4–4 | 1982 | Монтеррей, Мексика                   | Килим    | Генк Пфістер  | Трейсі Делатт Мел Перселл    | 6–3, 6–7, 6–3           |
| Поразка   | 4–5 | 1982 | Лондон/Queen's Club, Велика Британія | Трава    | Генк Пфістер  | Джон Макінрой Пітер Реннерт  | 6–7, 5–7                |
| Поразка   | 4–6 | 1982 | Колумбус, США                        | Килим    | Генк Пфістер  | Тім Галліксон Бернард Міттон | 6–4, 1–6, 4–6           |
| Перемога  | 5–6 | 1982 | Клівленд, США                        | Тверде   | Генк Пфістер  | Метт Мітчелл Крейг Віттус    | 6–4, 7–6                |
| Поразка   | 5–7 | 1982 | Відкритий чемпіонат США з тенісу     | Тверде   | Генк Пфістер  | Кевін Каррен Стів Дентон     | 2–6, 7–6, 7–5, 2–6, 4–6 |
| Перемога  | 6–7 | 1983 | Мастерс Цинциннаті                   | Тверде   | Тім Галліксон | Карлус Кірмайр Кассіу Мотта  | 6–4, 6–3                |